# Central American and Caribbean Sea and Beach Games 2022/Beachhandball/Männer
Für des Beachhandball-Turnier der Männer der ersten Central American and Caribbean Sea and Beach Games 2022 konnten sich sechs Mannschaften qualifizieren.
Die Kader und Statistiken finden sich auf dieser Unterseite.

## Turnierverlauf
Qualifiziert waren die Gastgeber aus Venezuela sowie als zweiter Vertreter der Süd- und mittelamerikanische Handballkonföderation (SCAHC beziehungsweise COSCABAL) Kolumbien. Für die Handballkonföderation Nordamerikas und der Karibik (NACHC beziehungsweise NORCA) die bei den Nor.Ca. Beach Handball Championships 2022 in Acapulco qualifizierten sich Mexiko, die Trinidad und Tobago sowie Puerto Rico. Mannschaften aus Mittelamerika waren nicht bei den Qualifikationsturnieren am Start und konnten sich somit nicht qualifizieren. Das Feld komplettierte die Dominikanische Republik, die als viertbeste Mannschaft der Nor.Ca. Beach Handball Championships eingeladen wurde. Das Feld komplettierte Martinique, das im Rahmen des Turniers sein internationales Debüt bei einem internationalen Top-Turnier gab. Das Turnier wurde in einer Vorrunde mit Spielen aller Mannschaften gegeneinander ausgetragen, die besten vier Mannschaften spielten dann in Halbfinalen und dem Finale und dem Spiel um Bronze die Medaillen aus, die beiden letztplatzierten Teams der Vorrunde spielten in einem Spiel den fünften Rang aus.
Favoriten auf den Sieg waren die Gastgeber aus Venezuela, auch Mexiko und Kolumbien mussten Siegchancen zugestanden werden. Auch die drei übrigen Mannschaften hatten zumindest Chancen auf Medaillen. Die Vorrunde wurde von der Mannschaft aus Mexiko dominiert, die all ihre fünf Spiele deutlich bei nur zwei Satzverlusten gewinnen konnte und als Turnierfavorit in die Halbfinals einzog. Auch Venezuela zog problemlos mit vier Siegen bei drei verlorenen Sätzen ins Halbfinale ein. Dahinter platzierten sich mit Trinidad und Tobago, Kolumbien und der Dominikanischen Republik drei Mannschaften gleichauf mit vier Punkten aus jeweils zwei Siegen in der Vorrunde. Trinidad und Tobago zog als beste der drei Mannschaften mit einem ausgeglichenen Satzverhältnis in die Halbfinals, Kolumbien nur aufgrund eines um einen Satz besseren Verhältnisses gegenüber der Dominikanischen Republik. Hätte indes der direkte Vergleich gezählt, wäre Kolumbien nicht weiter gekommen, da sie das letzte Gruppenspiel gegen die Dominikanische Republik verloren hatte. Chancenlos mit fünf Niederlagen und mit nur einem Satzgewinn gegen Kolumbien belegte Puerto Rico, das sie im Frühjahr noch als kontinentaler Vizemeister für die Weltmeisterschaften qualifiziert hatte, den letzten Platz. Auch das Spiel um den fünften Platz verlor das Team, deutlich im ersten aber nur sehr knapp um einen Punkt im zweiten Satz.
Im Halbfinale setzten sich erwartungsgemäß die kolumbianischen Gastgeber gegen Trinidad und Tobago in zwei Sätzen durch, während überraschend das bis dato dominierende Mexiko in zwei Sätzen gegen Kolumbien ausschied. Auch im Spiel um die Bronzemedaille unterlagen die „Atztecas“ gegen ihre Kontrahenten von den Kleinen Antillen in zwei sehr knappen Durchgängen. Im Finale konnte sich die Heimmannschaft vor allem im zweiten der beiden Gewinnsätze klar und deutlich gegen Kolumbien durchsetzen. Es war nach dem Sieg bei den South-American Beach Games 2014 sowie den Juegos Bolivarianos de Playa 2012, 2014 und 2016 der fünfte Titelgewinn der Mannschaft.

### Vorrunde
| R | Verein                  | Spiele | Spiele | Spiele | Sätze | Sätze | Sätze | Tore | Tore | Tore | Pu |
| R | Verein                  | Sp     | S      | N      | G     | V     | +-    | T+   | T-   | +-   | Pu |
| - | ----------------------- | ------ | ------ | ------ | ----- | ----- | ----- | ---- | ---- | ---- | -- |
| 1 | Mexiko                  | 5      | 5      | 0      | 10    | 2     | +8    | 221  | 177  | +44  | 10 |
| 2 | Venezuela               | 5      | 4      | 1      | 9     | 3     | +6    | 204  | 173  | +31  | 8  |
| 3 | Trinidad und Tobago     | 5      | 2      | 3      | 6     | 6     | ±0    | 190  | 183  | +7   | 4  |
| 4 | Kolumbien               | 5      | 2      | 3      | 5     | 7     | −2    | 183  | 184  | −1   | 4  |
| 5 | Dominikanische Republik | 5      | 2      | 3      | 4     | 7     | −3    | 161  | 191  | −30  | 4  |
| 6 | Puerto Rico             | 5      | 0      | 5      | 1     | 10    | −9    | 165  | 216  | −51  | 0  |

| M02 | 20.11. 09:30 Uhr | Trinidad und Tobago     | – | Puerto Rico             | 2:0 (17:10, 19:18)      |
| M03 | 20.11. 09:30 Uhr | Mexiko                  | – | Venezuela               | 2:1 (12:25, 23:20, 8:4) |
| M01 | 20.11. 08:45 Uhr | Kolumbien               | – | Dominikanische Republik | 2:0 (16:14, 21:14)      |
| M04 | 20.11. 11:00 Uhr | Dominikanische Republik | – | Trinidad und Tobago     | 2:1 (15:14, 18:22, 9:4) |
| M05 | 20.11. 11:45 Uhr | Venezuela               | – | Kolumbien               | 2:1 (19:18, 12:22, 8:6) |
| M15 | 20.11. 11:45 Uhr | Puerto Rico             | – | Mexiko                  | 0:2 (18:30, 16:21)      |
| M07 | 21.11. 08:00 Uhr | Dominikanische Republik | – | Venezuela               | 0:2 (12:16, 12:17)      |
| M08 | 21.11. 08:00 Uhr | Trinidad und Tobago     | – | Mexiko                  | 1:2 (15:17, 21:20, 4:9) |
| M09 | 21.11. 08:45 Uhr | Kolumbien               | – | Puerto Rico             | 2:1 (22:23, 15:12, 9:6) |
| M10 | 21.11. 10:15 Uhr | Trinidad und Tobago     | – | Venezuela               | 0:2 (16:20, 18:19)      |
| M11 | 21.11. 10:15 Uhr | Puerto Rico             | – | Dominikanische Republik | 0:2 (17:18, 19:21)      |
| M12 | 21.11. 11:00 Uhr | Mexiko                  | – | Kolumbien               | 2:0 (18:14, 18:12)      |
| M13 | 22.11. 10:15 Uhr | Venezuela               | – | Puerto Rico             | 2:0 (24:14, 18:12)      |
| M14 | 22.11. 11:00 Uhr | Kolumbien               | – | Trinidad und Tobago     | 0:2 (10:16, 18:24)      |
| M06 | 22.11. 11:00 Uhr | Dominikanische Republik | – | Mexiko                  | 0:2 (12:19, 16:26)      |

### Finalrunde
| Halbfinale | Halbfinale          | Halbfinale |  |  | Finale           | Finale                  | Finale   |
|            |                     |            |  |  |                  |                         |          |
| VR1        | Mexiko              | 0          |  |  |                  |                         |          |
| VR4        | Kolumbien           | 2          |  |  | Endspiel         | Endspiel                | Endspiel |
|            |                     |            |  |  | HF1              | Venezuela               | 2        |
|            |                     |            |  |  | HF2              | Kolumbien               | 0        |
| VR2        | Trinidad und Tobago | 0          |  |  |                  |                         |          |
| VR3        | Venezuela           | 2          |  |  |                  |                         |          |
|            |                     |            |  |  | Spiel um Platz 3 |                         |          |
|            |                     |            |  |  | HF1              | Trinidad und Tobago     | 2        |
|            |                     |            |  |  | HF2              | Mexiko                  | 0        |
|            |                     |            |  |  |                  |                         |          |
|            |                     |            |  |  | Spiel um Platz 5 |                         |          |
|            |                     |            |  |  | VR5              | Dominikanische Republik | 2        |
|            |                     |            |  |  | VR6              | Puerto Rico             | 0        |
|            |                     |            |  |  |                  |                         |          |

Halbfinals
| M17 | 23.11. 10:30 Uhr | Trinidad und Tobago | – | Venezuela | 0:2 (20:21, 12:18) |
| M18 | 23.11. 11:15 Uhr | Mexiko              | – | Kolumbien | 0:2 (12:18, 13:16) |

Spiel um Platz 5
| M16 | 23.11. 09:45 Uhr | Dominikanische Republik | – | Puerto Rico | 2:0 (24:14, 21:20) |

Spiel um Platz 3
| M19 | 23.11. 15:00 Uhr | Trinidad und Tobago | – | Mexiko | 2:0 (17:16, 15:14) |

Finale
| M20 | 23.11. 16:30 Uhr | Venezuela | – | Kolumbien | 2:0 (15:14, 18:12) |

## Siegermannschaften
| Jahr | Gold | Silber | Bronze |
| ---- | --- | --- | --- |
| 2022 | VenezuelaAli Alexander Barranco Bernal Jesús Manuel Barrios Batista Wilmer Darci Bracho Castellano Jesús Ricardo Guarecuco Castillo Dairon José López Hernández Jhonny Alberto Peñaloza Medina Sanders Alejandro Peñaloza Díaz Rainner José Sejias Palacios Dixon Andrés Silva Andueza Ronal Antonio Timaure Dorantes | KolumbienAndrés Felipe Cortés Forero Neider Yesid Díaz López Ediel Orlando Fox Patiño Daniel Felipe López Nates Juan Pablo López Vélez Heimsito Marck Howard Mclean Jerónimo Juan Pablo Patiño Prada Jonathan Brandon Rubio Mena Cristián Felipe Sánchez Sequera Gregory Stevenson Orozco | Trinidad und TobagoDerice Biggart Emanuel Cummings Kemuel Eastman Chad Phillip Christoff Phillip Ronaldo Scott Stephawn Solomon Daneil Williams Akim Wills Kareem Wylie |